# Valentin Deutschmann

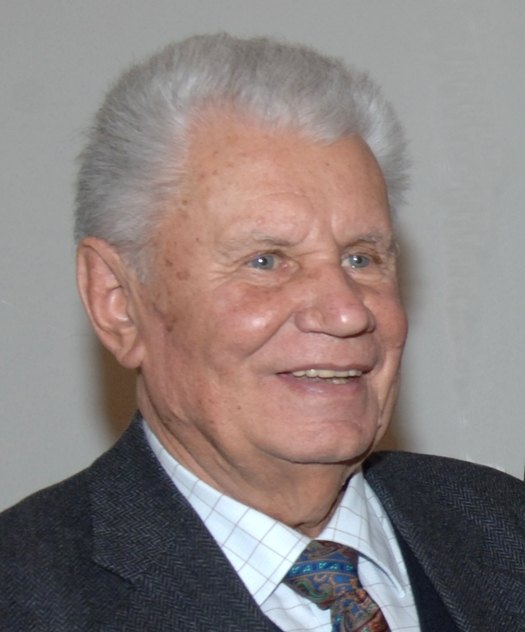
Valentin Deutschmann, 2006

Valentin Deutschmann (* 3. Mai 1928 in Grafenstein; † 24. April 2010 ebenda) war Landwirt und österreichischer Politiker. Bei seiner Amtsniederlegung im Jahr 2008 war er der längstdienende Bürgermeister Österreichs. Vom 19. März 1958 bis Ende September 2008 stand er der Marktgemeinde Grafenstein in Kärnten als Bürgermeister vor und hatte 20 Jahre ein Nationalratsmandat inne.

## Leben
Nach der Hauptschule und der Berufsschule besuchte Valentin Deutschmann eine landwirtschaftliche Fachschule. Im Jahre 1949 wurde er Obmann der Kärntner Landjugend. 1954 wurde er in den Gemeinderat gewählt. Bei der Wahl im Jahre 1958 schlug er den Vorschlag aus, für eine Namensliste zu kandidieren. Obwohl seine Partei keine Mehrheit hatte, wurde er Bürgermeister. Ab 1962 kandidierte er mit einer Namensliste und erhielt seitdem immer die absolute Mehrheit. Bei seiner letzten Wahl im Jahre 2003 waren es 65,3 % der Stimmen. Nach seinem Rücktritt übernahm sein Sohn Stefan, seit über einem Jahrzehnt Vizebürgermeister, die Amtsgeschäfte.
Für die ÖVP hatte Valentin Deutschmann von 1966 bis 1986 ein Mandat im Nationalrat inne. 1970–1988 war er Landesobmann des Kärntner Bauernbundes, 40 Jahre lang in der Kärntner Landwirtschaftskammer aktiv und ab 1976 15 bzw. 20 Jahre deren Präsident. In weiteren Funktionen wirkte er als Vize-Obmann des Raiffeisenverbandes, als Raiffeisen-Kassenobmann sowie als Genossenschaftsobmann von Grafenstein. In Anerkennung seiner Verdienste wurde ihm der Berufstitel Ökonomierat verliehen.
Valentin Deutschmann hatte mit seiner Frau Theresia zwei Kinder. Im Jahre 1993 wurde bei Deutschmann ein irreparabler Herzmuskelschaden diagnostiziert und am 25. April erhielt er ein Spenderherz implantiert. Auch von einem bald darauf erfolgten Schlaganfall mit halbseitiger Lähmung erholte er sich wieder. Aufgrund zweier Stimmbandoperationen war seine Stimme beeinträchtigt. Am 24. April 2010 starb Deutschmann im 82. Lebensjahr.

## Auszeichnungen
- 1974: Großes Silbernes Ehrenzeichen für Verdienste um die Republik Österreich[5]
- 1979: Großes Goldenes Ehrenzeichen für Verdienste um die Republik Österreich[6]